# Psycho Circus (sång)
"Psycho Circus" är en låt av det amerikanska rockbandet Kiss från deras album Psycho Circus, utgivet 1998. Låten är skriven av Paul Stanley och Curt Cuomo. Låten utgavs som singel i november 1998 och nådde förstaplatsen på Billboard Hot Mainstream Rock Tracks. 
Enligt Paul Stanley var "Psycho Circus" en svår låt att skriva för han visste att den skulle bli öppningslåten på plattan. Paul kom på huvudriffet, medan Cuomo skrev melodin till refrängen. En demo till låten spelades in tillsammans med Paul, Cuomo, Bob Ezrin och Bruce Kulick.
Kiss spelade in en musikvideo till låten som regisserades av James Hurlburt. MTV spelade dock knappt låten någon gång. Däremot spelades låten mycket på radio. Låten nådde stora framgångar som singel. Låten var den första Kiss-singeln någonsin som tog sig till en 1# på Billboard Hot Mainstream Rock Tracks. Låten blev en top 10 hit i många andra länder som Kanada och Norge. Singelns B-sida var "In Your Face", sjungs av Ace Frehley. "Psycho Circus" var nominerad till en Grammy 1999 för bästa hårdrocksframträdande. "Psycho Circus" spelades live mellan 1998 och 2001. På Psycho Circus Tour öppnade låten spelningarna.